# Karen Jarrettová
Karen Jarrettová (dříve Angleová, rodným jménem Smedleyová) (* 12. října 1972) je americká profesionální wrestlingová manažerka, dříve působící v Total Nonstop Action (TNA) jako vice prezidentka TNA Knockout divize. Je to bývalá manželka profesionálního wrestlera a držitele zlaté olympijské medaile, Kurta Anglea. Její současný manžel je zakladatel TNA a wrestler Jeff Jarrett.

## Osobní život
Karen má dvě děti se svým bývalým manželem Kurtem Angleem: dceru jménem Kyra Angleová (narozena 2. prosince 2002) a syna Kodyho Anglea (narozený 26. října 2006). Jejich dceru, Kyru, bylo možné vidět několikrát na televizních obrazovkách TNA a v roce 2006 se se svým otcem účastnila WWE Hall of Fame. V roce 2008 Karen požádala o rozvod který byl dokončen 26. října 2008.
V roce 2009 bylo potvrzeno, že Karen má romantický vztah se spolu-zakladatelem TNA, Jeffem Jarrettem. 6. dubna 2010 se pár zasnoubil. Svatba se uskutečnila 21. srpna 2010.

## Ve wrestlingu
- Jako manažerka
  - Kurt Angle
  - A.J. Styles
  - Jeff Jarrett
  - Madison Rayne
  - Gail Kimová

- Přezdívky
  - "Queen of the Mountain"

- Theme songy
  - "Born and Raised (Instrumental)" od Dale Oliver
  - "My Quest" od Dale Oliver
  - "Gold Medal (Instrumental)" od Dale Oliver a Tha Trademarc
  - "Beauty Queen" od Dale Oliver
  - "My World (Remix)" od Dale Oliver